# Sandra Monacelli
Sandra Monacelli (Gualdo Tadino, 1º febbraio 1964) è una politica italiana.

## Biografia
Alle elezioni politiche del 2006 viene eletta senatrice della XV legislatura della Repubblica Italiana nella circoscrizione Umbria per l'UDC, restando in carica sino alle elezioni anticipate del 2008.
Nel 2009 si candida a sindaco di Gualdo Tadino, sostenuta da due liste fuori dai due poli principali, ottenendo il 28,1% dei voti e arrivando terza. Al secondo turno appoggia Roberto Morroni del centrodestra, il quale dopo la vittoria al ballottaggio la nomina vice-sindaco,
Alle Elezioni regionali in Umbria del 2010 è candidata nella lista dell'UDC, risultando non eletta, entra comunque in consiglio regionale a inizio legislatura viste le dimissioni della candidata presidente Paola Binetti; ricopre il ruolo di Capogruppo Udc in regione Umbria per l'intero mandato, fino al 2015.